# 샘 추이 (사진가)

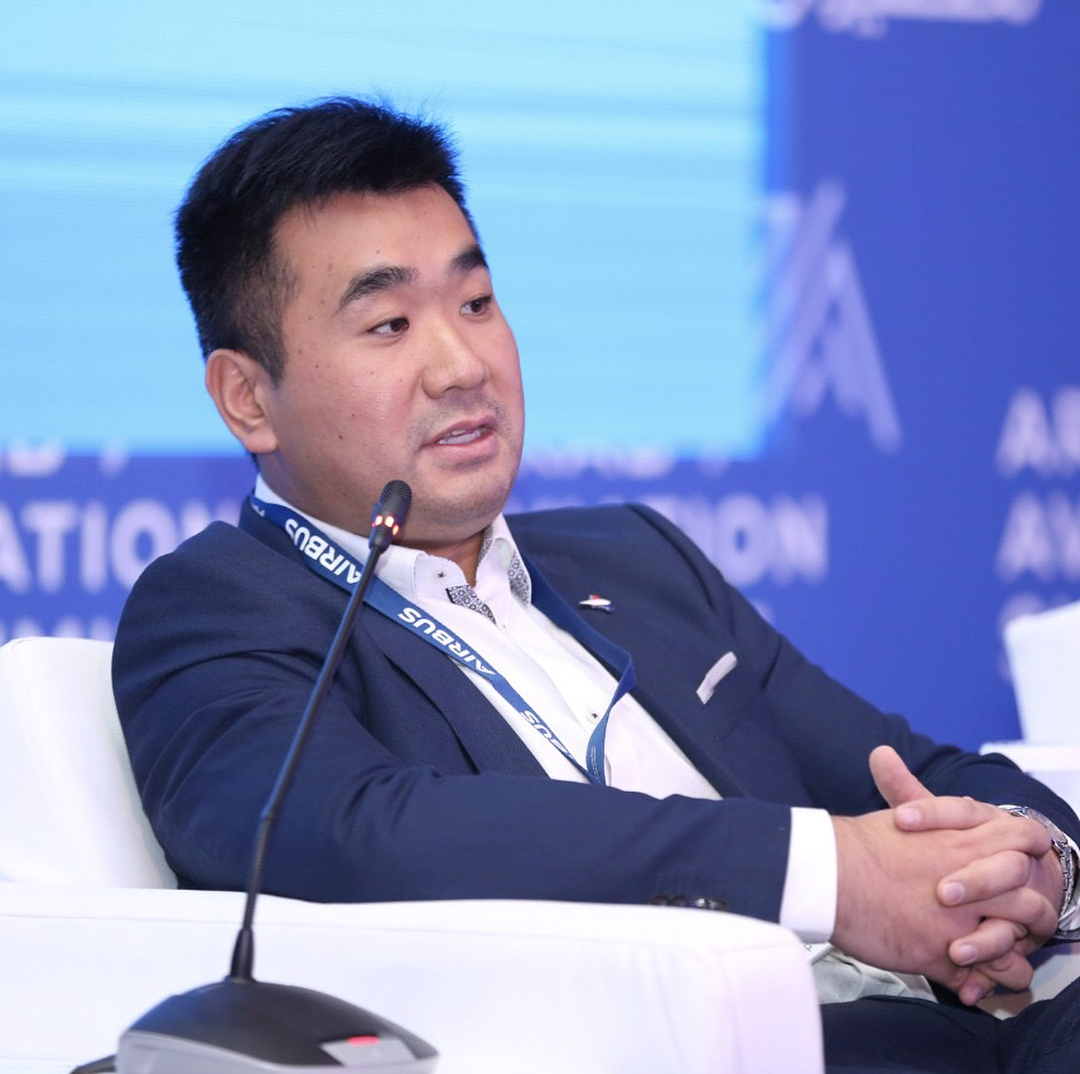
샘 추이

샘 추이(Sam Chui, /ˈtʃuːiː/; 중국어: 崔佳星, 추이자싱, 병음: Cuī Jiāxīng, 1980년 11월 7일 ~ )는 중국계 오스트레일리아인의 항공 및 여행 전문 브이로그이자 사진가 그리고 작가이다.

## 어린 시절
샘 추이는 1980년 11월 7일 중국 베이징시에서 태어났다. 어렸을 때 그의 부모는 홍콩으로 이주했다. 추이는 자라면서 홍콩의 이전 공항인 카이탁 공항을 자주 방문하고 비행기가 착륙하는 것을 지켜봤다고 말했다.